# 大坡镇 (平南县)
大坡镇，是中华人民共和国广西壮族自治区贵港市平南县下辖的一个乡镇级行政单位。

## 行政区划
大坡镇下辖以下地区：
大坡社区、双鱼村、雅水村、莲塘村、秀江村、良党村、大塘村、安林村、华林村、直道村、杏村村和罗梧村。